# Tobruk (Schiff, 1942)
Die Tobruk war ein polnisches Frachtschiff. Während des Zweiten Weltkriegs nahm sie an 36 Geleitzügen teil, u. a. an Nordmeergeleitzügen, HX-Geleitzügen und EN-Geleitzügen.

## Geschichte
Das britische Ministry of War Transport (MOWT) gab die Empire Builder 1941 bei William Gray & Company in West-Hartlepool in Auftrag. Im März 1942 wurde sie der polnischen Exilregierung in London unterstellt und in Tobruk umbenannt. Anschließend unternahm sie ihre erste Fahrt. Sie fuhr überwiegend in Geleitzügen, aber auch als Einzelfahrer die verschiedenen alliierten Häfen an. Im März 1942 war sie Teil des Geleitzuges PQ 13 und erreichte am 31. März den Hafen von Murmansk. Am 3. April griffen Kampfflugzeuge vom Typ Junkers Ju 88 des Kampfgeschwaders 30 der Luftwaffe an und beschädigten das Schiff, sodass es im flachen Wasser auf Grund lag. Es wurde gehoben und erneut in Dienst gestellt.

## Geleitzüge
Im Zweiten Weltkrieg nahm sie an folgenden Geleitzügen teil.
| Geleitzug | Zeit           | Ausgangshafen        | Zielhafen          |
| --------- | -------------- | -------------------- | ------------------ |
| EN 54     | März 1942      | Methil (Lage)        | Oban (Lage)        |
| PQ 13     | März 1942      | Loch Ewe (Lage)      | Murmansk (Lage)    |
| QP 14     | September 1942 | Archangelsk (Lage)   | Loch Ewe           |
| WN 342    | September 1942 | Loch Ewe             | Methil             |
| EN 195    | Februar 1943   | Methil               | Loch Ewe           |
| JW 53     | Februar 1943   | Loch Ewe             | Murmansk           |
| RA 54     | November 1943  | Murmansk             | Loch Ewe           |
| EN 318    | Dezember 1943  | Methil               | Loch Ewe           |
| OS 65     | Januar 1944    | Liverpool (Lage)     | Gibraltar (Lage)   |
| KMS 39    | Januar 1944    | Gibraltar            | Port Said (Lage)   |
| VN 20     | Februar 1944   | Augusta (Lage)       | Neapel (Lage)      |
| NV 26     | März 1944      | Neapel               | Augusta            |
| UGS 34    | März 1944      | Hampton Roads (Lage) | Port Said          |
| MKS 45    | April 1944     | Port Said            | Augusta            |
| AH 35     | April 1945     | Augusta              | Bari (Lage)        |
| KMS 47    | April 1944     | Gibraltar            | Port Said          |
| GUS 40    | Mai 1944       | Port Said            | Hampton Roads      |
| GUS 41    | Mai 1944       | Port Said            | Hampton Roads      |
| KMS 52    | Juni 1944      | Gibraltar            | Port Said          |
| VN 46     | Juni 1944      | Augusta              | Neapel             |
| NV 48     | Juni 1944      | Neapel               | Augusta            |
| KMS 54    | Juni 1944      | Gibraltar            | Port Said          |
| GUS 46    | Juli 1944      | Port Said            | Hampton Road       |
| AH 56     | Juli 1944      | Augusta              | Bari               |
| AH 57A    | Juli 1944      | Augusta              | Taranto            |
| SM 4      | August 1944    | Neapel               | Südfrankreich      |
| SM 9      | September 1944 | Neapel               | Südfrankreich      |
| SRM 17    | Oktober 1944   | Marseilles           | Neapel             |
| OS 93     | November 1944  | Casablanca (Lage)    | verschiedene Häfen |